# 李覯
李觏（ㄍㄡˋ）（1009年—1059年），字泰伯，号盱江先生，建昌军南城（今属江西南城县）人，北宋思想家、诗人。
幼时聪颖好学。五岁“知声律、习字书”，十岁通诗文，十四岁丧父，其母“垦阅农事，夜治女功”，两次应試不中，遂以教書为業，创立「盱江书院」。皇祐二年（1050年），因范仲淹、余靖推薦於朝，授将仕郎，试太学助教。嘉佑四年（1059年），权同管勾太学，不久歸里，迁葬祖母。是年八月卒于家。因居南城盱江边，学者称盱江先生。著有《直讲李先生文集》。

## 功绩
一生著述宏富，生前自编《退居类稿》12卷，《皇祐续稿》8卷。其门生邓润甫为其辑有《后集》6卷。现存有《直讲李先生文集》（又称《盱江先生全集》）37卷。1981年，中华书局整理、校点出版了《李觏集》，全集共37万字。

## 評價
- 胡适的《记李觏的学说》称“李觏是北宋的一个大思想家”，“是王安石的先导”，“一个不曾得君行道的王安石”，在“新法一派人的眼里，确是一个前辈的大师。”

## 延伸阅读
[在维基数据编辑]
 在维基文库阅读此作者作品
 《宋史·卷432》，出自脱脱《宋史》